# フリードリヒ・フォン・ヴィーザー
フリードリヒ・フォン・ヴィーザー（Friedrich von Wieser、1851年7月10日 - 1926年7月22日）は、経済学者。初期のオーストリア学派の一人。

## 略歴
- ヴィーザーは戦争省の高官の息子として、ウィーンで生まれた。彼は、最初に社会学と法律を学んだ。彼は、他のオーストリア学派の経済学者として著名なオイゲン・フォン・ベーム＝バヴェルクの義理の兄弟だった。
- ヴィーザーはウィーンとプラハの大学で地位を得て、1903年にウィーン大学でオーストリア学派の創始者であるカール・メンガーの後を継ぐまでその地位にいたが、そこで彼は1890年後半から1900年にかけて、ベーム＝バヴェルクと共にルートヴィヒ・フォン・ミーゼス、フリードリヒ・ハイエク、ヨーゼフ・シュンペーター等を含む、オーストリアの経済学者の次の世代を形作った。
- 彼は1917年にオーストリアの商務大臣になった。

## 業績

### 主要貢献

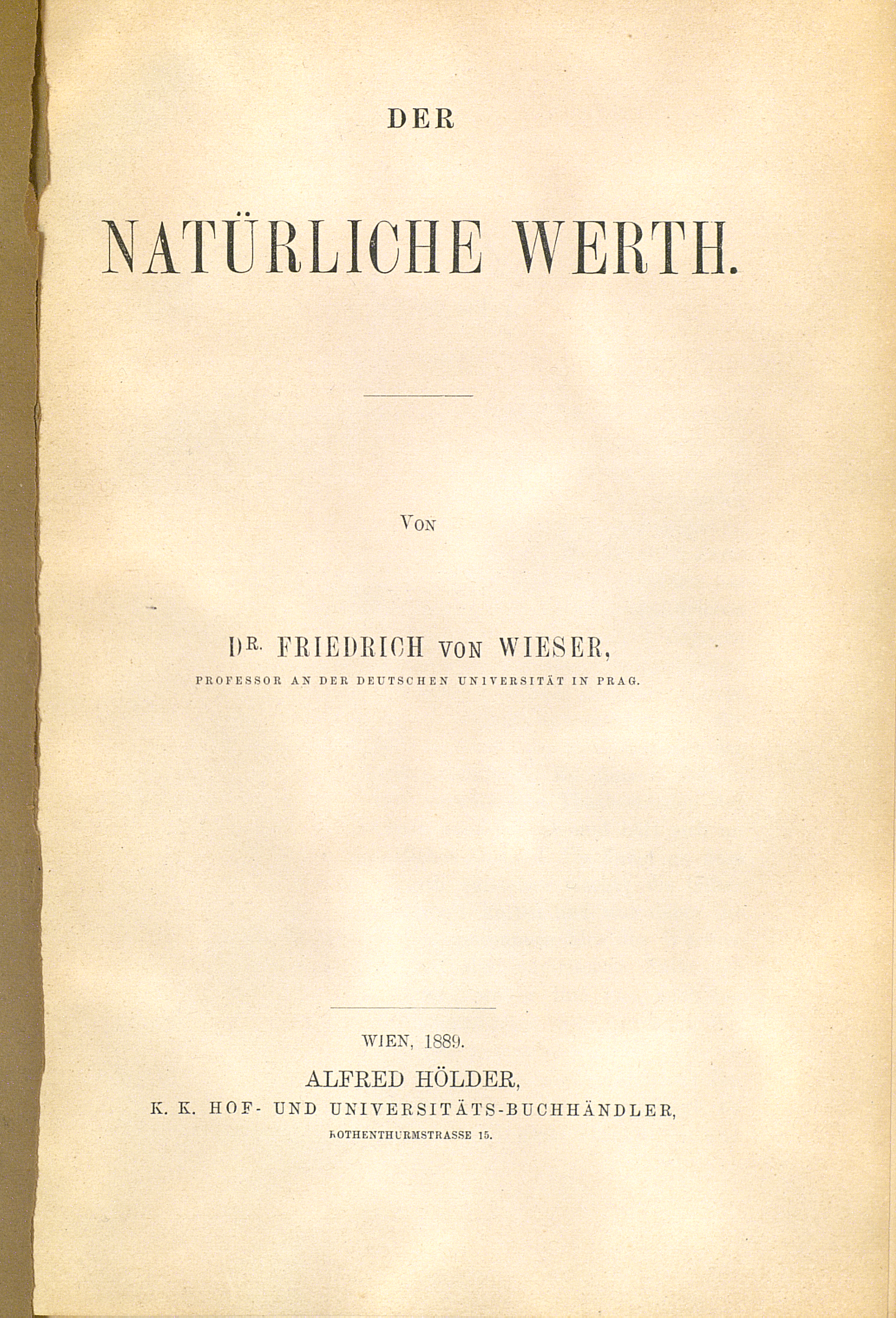
Naturliche Werth, 1889

- ヴィーザーの2つの主要な貢献は、生産要素の価格は生産物価格により決定される、と主張する「転嫁」の理論、および、価値理論の基礎---新古典主義理論における主観主義者の柱としての「機会費用」理論である。

- これらの考えを発展させる中で、ヴィーザーは限界効用（彼の造語である）の原理に基づく欠乏と資源配分---固定量の資源と限りない欲求---に関する研究へと、新古典主義経済学を確固として方向付けた、との名誉を与えてよいだろう。ヴィーザーの転嫁の理論は、その単純な原理がどこへでも適用されることを可能にした。費用を生産財の先行使用に換算して分析する、というヴィーザーの代替費用（まだ機会費用としては理解されていない）の理論は、アルフレッド・マーシャルの「実質費用」との間で、間もなく矛盾を生ずることになった。

- ヴィーザーは、代替費用の学説と転嫁の理論を注意深く詳述した『自然価値論』（"Der natürliche Wert"、1889年）と、それらを現実の世界に適用しようとする意欲的な試みである『社会経済論』（"Teorie der gesellschaftlichen Wirtschaft"、1914年）との2つの主著で有名である。

### 経済計算論争
- 経済計算論争は、経済効率についての厳密な計算を最高に重要とする彼の考えから始まった。価格は、とりわけ市場条件に関する情報を表現し、それゆえいかなる種類の経済活動に対しても必要である。社会主義経済はそれゆえ、稼動する為には価格機構を必要とするであろう。

### 企業家の重要性
- 彼はまた、経済変化に対する企業家の重要性を強調した。彼によれば、それは「新しい経済の岸への案内人として現れる個々の企業家の英雄的介入」としてもたらされる。この案内人の考えは、後にヨゼフ・シュンペーターによって、経済革新の取り扱いの中で取り上げられた。

## 自由主義の拒絶
- ほとんどすべてのオーストリア学派の経済学者と異なり、彼は「自由は秩序の体系に取って代わられなければならない。」と書いて、古典的自由主義を拒絶した。

## 主要著作
- Über den Ursprung und die Hauptgesetze des wirthschaftlichen Werthes, 1884
- Der natürliche Werth, 1889
『自然価値論』大山千代雄訳、有斐閣、1937年
- Über Vergangenheit und Zukunft der österreichischen Verfassung, 1905
- Die Theorie der städtischen Grundrente, 1909
- Recht und Macht, 1910
- Theorie der gesellschaftlichen Wirtschaft, 1914
『社会経済の理論』古屋美貞抄訳、内外出版、1933年
- Deutschböhmens Selbstbestimmungsrecht, in: Rudolf Lodgman von Auen: Deutschböhmen, Berlin 1919
- Österreichs Ende, 1919
- Das geschichtliche Werk der Gewalt, 1923
- Das Gesetz der Macht, 1926